# Zosimos
Zosimos (tiếng Hy Lạp: Ζώσιμος [ˈzosimos]; còn được biết đến với cái tên Latinh là Zosimus Historicus, hay là "Zosimus Nhà sử học"; khoảng thập niên 490 – thập niên 510) là một sử gia gốc Hy Lạp sống tại Constantinopolis dưới thời trị vì của Hoàng đế Đông La Mã Anastasius I (491–518), nổi tiếng với bộ sử Historia Nova. Theo lời Photios, ông từng là một comes, và giữ chức "trạng sư" của ngân khố hoàng gia.

## Historia Nova
Cuốn Historia Nova (Ἱστορία Νέα, "Lịch sử mới") của Zosimos được viết bằng tiếng Hy Lạp gồm sáu quyển. Trong giai đoạn từ năm 238 đến 270, dường như ông sử dụng nguồn sử liệu từ Dexippus; giai đoạn từ năm 270 đến 404 là Eunapius; và sau năm 407 là Olympiodorus. Sự phụ thuộc của ông vào nguồn sử liệu của riêng mình đã được làm sáng tỏ bởi sự thay đổi giọng điệu và văn phong giữa các phần của Eunapian và Olympiodoran, và bởi khoảng cách thời gian giữa chúng với nhau. Ví dụ trong phần Eunapian, ông bi quan và phê bình về Stilicho; Trong phần Olympiodoran, ông kể tỉ mỉ về các nhân vật và những chuyển ngữ, và sự ủng hộ dành cho Stilicho.
Quyển đầu phác hoạ ngắn gọn lịch sử các đời Hoàng đế La Mã thời lập quốc từ Augustus cho đến Diocletianus (305); quyển thứ hai, thứ ba và thứ tư thỏa đáng hơn với giai đoạn từ khi Constantius Chlorus và Galerius đăng quang cho đến cái chết của Theodosius I; thứ năm và thứ sáu, tỏ ra hữu ích nhất cho các sử gia, bao gồm khoảng thời gian từ năm 395 đến 410, khi Priscus Attalus bị phế truất; trong giai đoạn này, tác phẩm của ông được xem là nguồn tư liệu không thuộc về giáo hội quan trọng nhất còn sót lại. Bộ sử đột nhiên lại chấm dứt giữa chừng vào mùa hè năm 410 ở đầu quyển thứ sáu, mà giới nghiên cứu cho là đã được viết ra vào năm 498–518.
Văn phong của tác phẩm này đã được Photios khen là viết súc tích, rõ ràng và mạch lạc; Tuy vậy, một số nhà sử học khác đã nhận xét sử liệu của ông có phần nhầm lẫn hoặc rối rắm, và đáng giá chỉ vì ông có công lưu giữ thông tin từ thời kỳ lịch sử bị mất mát. Đối tượng của giới sử học là giải thích về sự suy tàn của Đế quốc La Mã theo quan điểm đa thần giáo. Zosimos được xem là nguồn sử liệu duy nhất không phải của tín đồ Kitô giáo về phần lớn những điều mà ông kể lại.
Trái ngược với Polybius chuyên kể lại câu chuyện về sự trỗi dậy của Đế quốc La Mã, Zosimos đã ghi chép các sự kiện và nguyên nhân dẫn đến sự suy tàn của đế chế này. Mặc dù sự suy tàn của Đế quốc La Mã là chủ đề chính của Zosimos, ông còn thảo luận các sự kiện liên quan đến lịch sử Ba Tư, Hy Lạp, và Makedonia, có lẽ phỏng theo Polybius. Rõ ràng là Photios và Euagrios chẳng có bất cứ tác phẩm nào của Zosimos nhiều hơn những gì tồn tại ngày nay. Tuy nhiên có vẻ như một phần của tác phẩm đã bị thất truyền, hoặc nhiều khả năng là Zosimos đã không sống đủ lâu để hoàn thiện nốt tác phẩm này; vì nó không bao gồm tất cả các lĩnh vực mà chính Zosimos đã kể lại với độc giả rằng ông dự định mang ra thảo luận. Có vẻ như không có nhiều xác suất trong việc phỏng đoán rằng các giáo sĩ và giới chức sắc khác đã thành công trong việc ngăn cấm một phần tác phẩm này mà trong đó những ảnh hưởng tai hại của bộ sử càng mang lại tác dụng đặc biệt. Nếu tác phẩm không thực sự hoàn chỉnh, thì trong trường hợp này sẽ đưa ra lời giải thích cho một số bất cẩn trong văn phong đôi chỗ trở nên rõ ràng hơn. Có thể có một số khó khăn ngay từ cái nhìn đầu tiên, thế nhưng ngay trong lời tuyên bố của Photios, rằng trong tác phẩm này, mà ông thấy về mặt hình thức văn phạm, xuất hiện trước mặt mình chính là ấn bản thứ hai của nó. Nhưng dường như Photios đã có chút hiểu lầm. Trong bản thảo gọi là Historia Nova (theo nghĩa không rõ ràng). Điều này có lẽ đã khiến Photios lầm tưởng. Bản thân ông cũng nhận xét rằng ông đã không nhìn thấy ấn bản đầu tiên.
Zosimos là một tín đồ đa thần giáo, nhưng không có nghĩa là ông bỏ qua những lỗi lầm và tội ác của các vị hoàng đế Kitô giáo. Do vậy mà uy tín của ông đã bị các nhà văn Kitô giáo mạt sát thậm tệ, và đôi khi được bảo vệ chỉ vì bộ sử của ông có xu hướng làm mất uy tín của nhiều người lãnh đạo trong phe cánh Kitô giáo. Câu hỏi đặt ra không phải là dựa vào sự tín nhiệm của các nhà sử học mà Zosimos phải làm theo, vì ông không tuân thủ tất cả các trường hợp đối với sự phán xét của họ nhằm tôn trọng các sự kiện và nhân vật. Chẳng hạn, mặc dù Zosimos dựa theo nguồn sử liệu của Eunapius trong giai đoạn 270–404, ông hoàn toàn khác với Eunapius trong việc tường thuật về Stilicho và Serena. Trong số các nhà văn hiện đại, Baronius, Lelio Bisciola, C. v. Barth, J. D. Ritter, Richard Bentley và G. E. M. de Ste. Croix, đều đưa ra những khía cạnh xúc phạm đến nhân phẩm của tác giả. Bentley đặc biệt nói về Zosimos với sự khinh thường lớn. Mặt khác, thẩm quyền về mặt lịch sử của ông vẫn nhận được sự ủng hộ từ Leunclavius, G. B. von Schirach, J. Matth. Schrockh và Reitemeier. Chẳng còn nghi ngờ gì về nhiều sai sót trong cách đánh giá của tác giả được tìm thấy trong tác phẩm này, và đôi khi (đặc biệt là trong trường hợp của Constantine) là sự diễn tả ý kiến vô độ, đã được phóng đại phần nào, nếu nó không bóp méo sự thật. Không ai còn nghi ngờ gì về người duy nhất giữ vững đức tin cũ nên coi sụp đổ của Đế quốc La Mã phần lớn là do sự đổi mới tôn giáo kể từ khi Kitô giáo lan rộng ra toàn cõi đế chế.

## Ấn bản
Bộ sử của Zosimos lần đầu tiên được in bằng bản dịch tiếng Latinh của Leunclavius, cùng với lời biện minh của nhà sử học (Basel, 1576, fol.). Hai cuốn đầu tiên, bằng tiếng Hy Lạp, với bản dịch của Leunclavius, được in bởi H. Stephanus, trong ấn bản của ông về Herodian (Paris, 1581). Ấn bản đầy đủ đầu tiên về thư tịch Hy Lạp của Zosimos là do F. Sylburg làm (Scriptores Hist. Rom. Min., vol. iii., Frankfurt, 1590). Các ấn bản sau này là những bản được xuất bản tại Oxford (1679), tại Zeitz và Jena, do Cellarius biên soạn, với các chú thích riêng của ông và những người khác (1679, 1713, 1729). Ấn bản tiếp theo là của Reitemeier, dù không tham khảo số bản thảo mới, đã sử dụng tốt những lời phê bình của Heyne và các học giả khác (Leipzig, 1784). Bekker đã cho ra mắt một ấn bản đáng tin cậy vào năm 1837 tại Bonn. Có một bản dịch tiếng Đức của Seybold và Heyler, cũng như các bản dịch tiếng Anh và tiếng Pháp. (Schöll, Gesch. d. Griech. Lit. vol. iii, p. 232; Fabric. Bibl. Graec. vol. viii. p. 62.)
Bản thảo tốt duy nhất nằm trong Thư viện Vatican (MS Vat. Gr. 156), mà các học giả không được tiếp cận cho đến giữa thế kỷ 19. Ludwig Mendelssohn (Leipzig 1887) đã biên tập văn bản đáng tin cậy đầu tiên. Ấn bản tiêu chuẩn hiện đại là của F. Paschoud với tựa đề Zosime: Histoire Nouvelle (Paris 1971) có bản dịch, đề tựa và phần bình luận bằng tiếng Pháp. Một ấn bản sau này bằng tiếng Anh gọi là "Zosimus: New History", một bản dịch kèm theo lời bình luận của Ronald T. Ridley, được Hiệp hội Nghiên cứu Đông La Mã Úc xuất bản năm 1982.